# Хуншань (культура)

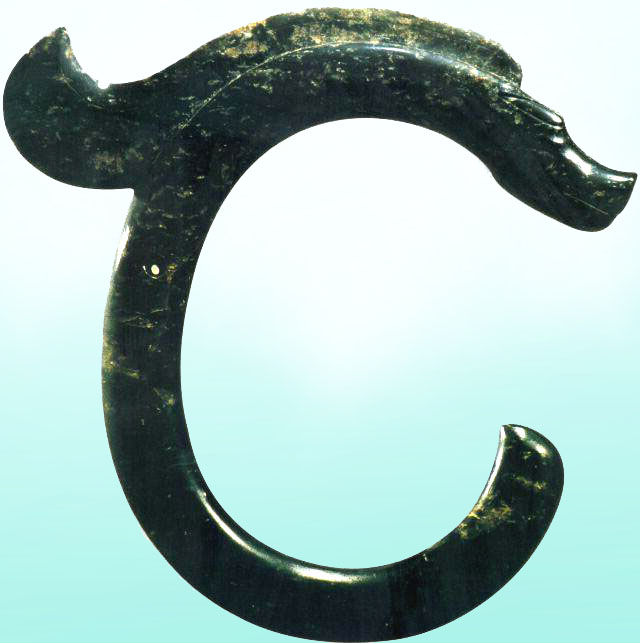
Нефритовый дракон культуры Хуншань

Культу́ра Хунша́нь (кит. трад. 紅山文化, упр. 红山文化, пиньинь Hóngshān wénhuà) — археологическая культура неолита/халколита в северо-восточном Китае. Находки относятся к периоду V–III тыс. до н.э. и распространены в областях Внутренней Монголии, а также провинций Ляонин и Хэбэй. Культура получила название по месту раскопок в Хуншаньхоу, проведённых в 1908 г. японским археологом Рюдзо Тории.

## Генетические связи
Культура сформировалась на основе местной культуры Синлунва, существовала синхронно Яншао. У представителей культуры Хуншань из местонахождения Niuheliang (6500—5000 лет назад) выявлено 3 различных субклада Y-хромосомных гаплотипов: N1 (xN1a, N1c), C2 (M217) и O3a (O3a3).

## Артефакты
В погребениях Синлунва найдены древнейшие в Китае изделия из нефрита, в частности, амулеты в виде маленьких драконов, глиняные фигурки в виде беременной женщины, а также медные кольца.

## Религия
Уникальный в своём роде ритуальный комплекс культуры Хуншань был найден в 1983 г. в провинции Ляонин. Храм был построен под землёй, на глубине 1 м, из каменных плит, стены окрашены, в помещении обнаружены глиняные женские фигуры с нефритовыми глазами. По размеру фигуры втрое выше человеческого роста, вероятно, представляют богинь, которым, однако, нет аналогов в других культурах Древнего Китая.
Предполагают, что кроме монументальной скульптуры и архитектуры культуре Хуншань были свойственны развитая торговля и централизация власти.
На сегодняшний день вскрыто около 60 погребений культуры Хуншань, все из каменных плит, часто содержат нефритовые или жадеитовые украшения. Поверх могил возведены пирамидальные керны из известняка.

## Фэншуй
Селения культуры Хуншань и соседней с ней культуры Яншао несут древнейшие признаки геомантии.